# 常磐村 (愛知県額田郡)
常磐村（ときわむら）は、かつて愛知県額田郡にあった村である。
平成の大合併以前の岡崎市の北東部に該当する。
一部の文献では「常盤村」となっているが、これは誤りである。

## 沿革
- 江戸時代末期、この地域は岡崎藩領、西尾藩領、寺社領であった。
- 1871年（明治4年）11月15日 - 西三河と東三河の各県（静岡県に編入されていた地を含む）と、尾張国知多郡が合併し、額田県が設置される。この地域は額田県額田郡となる。
- 1872年（明治5年）11月27日 - 額田県が愛知県に編入され、この地域は愛知県額田郡となる。
- 1878年（明治11年） - 大ヶ谷村、北須山村、柳村が合併し、大柳村となる。
- 1889年（明治22年）10月1日 - 滝村、米河内村、安戸村、小丸村、新居村、蔵次村、大柳村が合併し、常磐村となる。
- 1906年（明治39年）7月1日 - 乙見村と合併し、常磐村となる。[矛盾 ⇔ 額田郡]
- 1928年（昭和3年）9月1日 - 当村の一部（箱柳）が岡崎市に編入される。
- 1955年（昭和30年）2月1日 - 岡崎市に編入される。

## 学校
- 常磐村立常磐小学校（現・岡崎市立常磐小学校）
- 常磐村立常磐東小学校（現・岡崎市立常磐東小学校）
- 常磐村立常磐南小学校（現・岡崎市立常磐南小学校）
- 常磐村立常磐中学校（現・岡崎市立常磐中学校）

## 神社・仏閣
- 滝山東照宮
- 中畑神社
- 滝山寺
- 西方寺